# María Rachid
María de la Cruz Rachid (Mercedes, Provincia de Buenos Aires, 8 de noviembre de 1974) es una política, dirigente social del área de derechos humanos y del colectivo LGBT argentina, que se desempeñó desde diciembre de 2010 como vicepresidenta del Instituto Nacional contra la Discriminación la Xenofobia y el Racismo, cargo al que renunció el 10 de junio de 2011 para ser electa Legisladora de la Ciudad Autónoma de Buenos Aires en las elecciones del 10 de julio de 2011; asumió su cargo el 10 de diciembre de 2011. Integró la lista de precandidatos a Legisladores de la Ciudad Autónoma de Buenos Aires para las elecciones de 2015 junto al precandidato a Jefe de Gobierno Carlos Heller.

## Biografía
Estudió Derecho en la Universidad de Belgrano, en la Western Connecticut State University de Estados Unidos y en la Universidad Kennedy, pero sin llegar a recibirse.
En 1996 fundó La Fulana (Espacio Comunitario para Mujeres que Aman a Mujeres), donde se desempeñó en la coordinación de talleres de estudio y reflexión sobre discriminación, autoestima, homofobia, familia y otros temas de salud como VIH/ sida, violencia, maternidad, ITS´s, cáncer, etc. Fue además Coordinadora del Área de Salud, Prensa y Comunicación y Administración y Finanzas del Centro Comunitario. También diseñó campañas de derechos y salud para lesbianas y mujeres bisexuales y participó en la elaboración de políticas públicas y proyectos de ley antidiscriminatorios que fueron presentados ante las más diversas autoridades administrativas y legislativas.
En 2006 fue una de las fundadoras de la Federación Argentina de Lesbianas, Gays, Bisexuales y Trans (FALGBT), la cual nuclea múltiples organizaciones de diversidad sexual que militan en favor del reconocimiento de iguales derechos para el colectivo LGBT en Argentina.

## Ley de matrimonio igualitario
El 14 de febrero de 2007, presentó junto a Claudia Castro el primer amparo judicial para que se declarasen inconstitucionales dos artículos del código civil que impedían el matrimonio entre personas del mismo sexo.
Como presidenta de la Federación LGBT, encabezó la campaña “los mismos derechos con los mismos nombres”, la cual derivó en la sanción, en 2010, de la "Ley de Matrimonio Igualitario" (que permite el matrimonio entre personas del mismo sexo). Por su constante militancia y su fuerte presencia mediática en todo este proceso, Rachid se convirtió en uno de los máximos referentes del amplio movimiento que tomó parte en la campaña en favor de la sanción de dicha ley.
A mediados de 2010 fundó la Mesa Nacional por la Igualdad y Contra la Discriminación, que reúne a referentes de distintos colectivos históricamente discriminados en Argentina, como son los Afrodescendientes, las personas con discapacidad, la comunidad de migrantes, los pueblos indígenas, las personas viviendo con VIH y SIDA, entre otras.
El 22 de diciembre de 2010, mediante un decreto presidencial de Cristina Fernández de Kirchner, asumió como Vicepresidenta del Instituto Nacional contra la Discriminación, la Xenofobia y el Racismo (INADI), donde ya se había desempeñado como coordinadora del Programa Nacional de Diversidad Sexual y como Coordinadora del área de Recursos Humanos. Renunciando en junio del 2011 por discrepancias con el periodista Claudio Morgado.

## Ley de identidad de género
Desde 2007 la FALGBT y ATTTA impulsan propuestas legislativas que garanticen a travestis, transexuales y transgéneros el derecho a la identidad y el derecho a la atención integral de la salud.

## Amparos por la identidad
Con apoyo del INADI y casi idéntica estrategia con que la FALGTB logró la aprobación de la llamada "ley de matrimonio igualitario" se han impulsado ante los Tribunales en lo Contencioso Administrativo y Tributario de la Ciudad de Buenos Aires varios juicios de amparo con la finalidad de que se ordene la modificación registral de sexo y nombre a las personas trans. El primero de esos fallos le correspondió a la actriz y vedette transexual Florencia de la V, quien recibió su DNI con su nueva identidad de manos del Jefe de Gabinete de Ministros Aníbal Fernández y del Ministro del Interior Florencio Randazzo en la Casa de Gobierno.

## Legisladora de la Ciudad de Buenos Aires
María Rachid fue elegida legisladora de la ciudad de Buenos Aires por el Frente para la victoria el 10 de julio de 2011, un mes después de su renuncia a la vicepresidencia del INADI por enfrentamientos  con Claudio Morgado.

### Actividad legislativa
Como legisladora, presentó un gran número de proyectos el la Legislatura de la Ciudad de Buenos Aires entre los que se encuentran un proyecto de ley contra la violencia institucional de las fuerzas de seguridad, otro proyecto para la transferencia y asignación de competencias para investigar y juzgar los delitos y contravenciones cometidos en la Ciudad Autónoma de Buenos Aires y un proyecto para la regulación de las técnicas de reproducción asistida entre otros. En abril de 2015 se aprobó el proyecto de ley antidiscriminatoria para la ciudad, el que fue impulsado junto al diputado Daniel Lipovetzky.

### Elecciones 2015
María Rachid ocupa el tercer lugar en la lista de candidatos a legisladores en las PASO de la Ciudad Autónoma de Buenos Aires en la lista que lleva como candidato a Jefe de Gobierno al kirchnerista Carlos Heller. El lanzamiento de la lista se produjo el 27 de marzo con la participación del precandidato a presidente Jorge Taiana.

## Aborto legal
El 12 de abril de 2018 María Rachid participó de la segunda jornada de debate por la legalización del Aborto en Argentina en el 2º plenario de comisiones del Congreso de la Nación manifestando su posición a favor del aborto manifestando lo siguiente: “Los activistas LGBT y las mujeres que abortan tenemos un punto en común, somos delito, enfermedad y pecado”.